# 长白猪

与大白猪不同，长白猪的耳朵是下垂的。

长白猪（Landrace pigs）也称藍德瑞斯猪或藍瑞斯猪，是家猪中著名的瘦肉型品种。长白猪因高产和高饲料利用率而著称，常用作杜长大（杜洛克×（长白×大白））杂交体系的母系猪。另外，也有农民使用长白猪与本地黑猪杂交，以避免黑色商品肉猪。

## 品种起源
长白猪起源于丹麦。目前，长白猪在世界上分布很广泛。1934年，美国从丹麦进口丹麦长白猪并进行实验和测定，最终发展出美国长白猪。
1964年中国农业部从瑞典首次引入公母各10头，饲养于浙江杭州种猪试验场，河北涿县试验站和广东农业厅种猪场。以后相继从瑞典、英国、荷兰、法国和日本引进。

## 品种特征

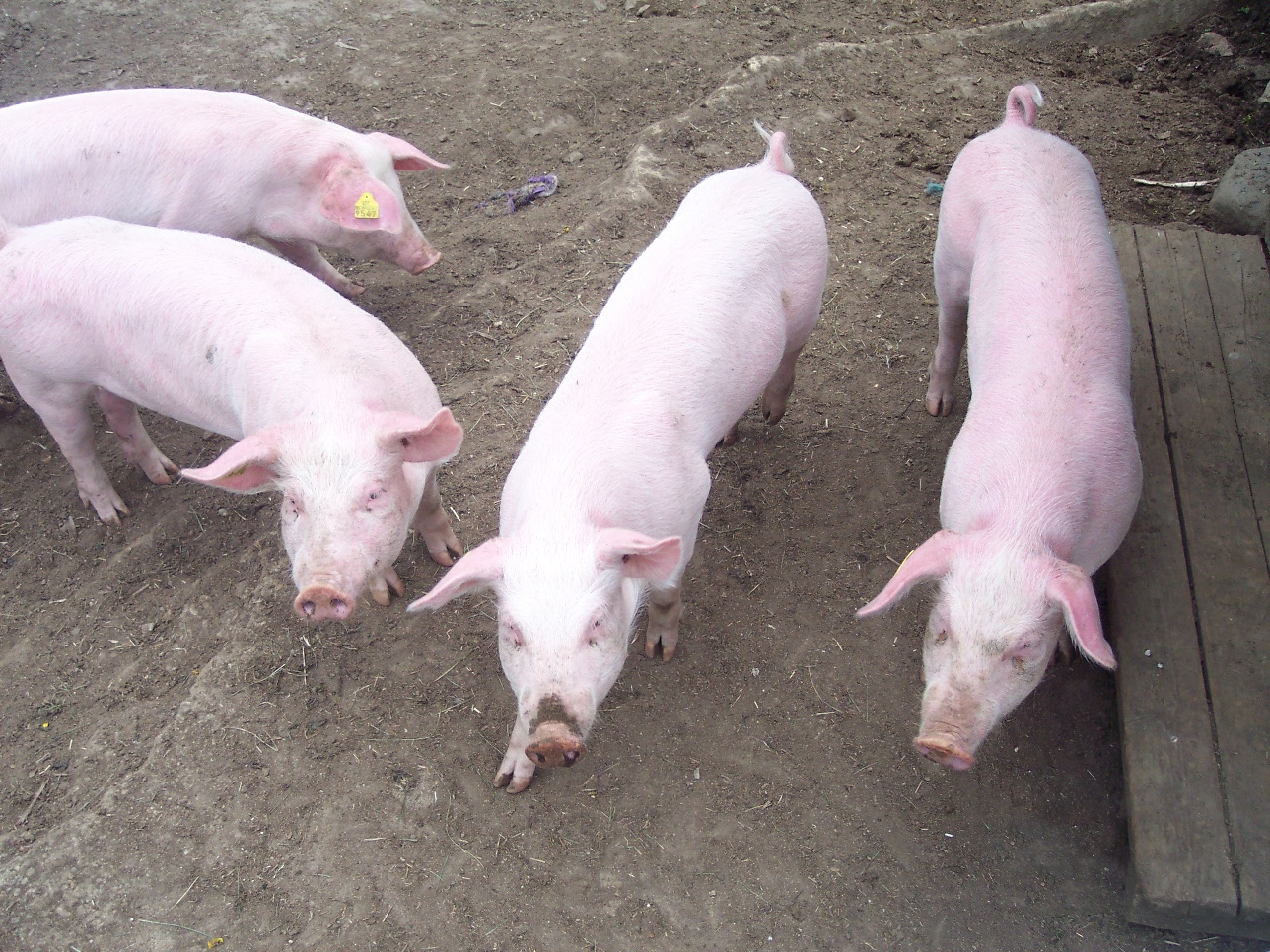
挪威长白猪

长白猪全身为白色，体型较长，耳朵前倾或下垂。

## 衍生品种
由于长白猪在各个国家不断发展，也衍生出了许多特殊的品种。
- 美国长白猪
- 比利时长白猪
- 英国长白猪
- 丹麦长白猪
- 荷兰长白猪
- 芬兰长白猪
- 法国长白猪
- 德国长白猪
- 意大利长白猪